# 霧立はるみ
霧立 はるみ（きりたち はるみ、1942年8月25日 - 2002年5月15日）は、日本の女優。

## 人物
女優霧立のぼると俳優の佐伯秀男の一人娘として誕生し、実父の本名の鬼武の姓を名乗り鬼武治美と命名されたが、のちに両親は離婚し、母親方の祖母に育てられる。その後に母親の再婚により北竹治美となる。
東洋英和女学院卒業後、1960年3月宝塚音楽学校卒。同期に山吹まゆみ、甲にしき、古城都、上月晃らがいる。卒業後に宝塚歌劇団入団。花組に所属し芸名は霧立みつる。1963年退団し、画家の岩田専太郎の秘書を経て、1964年4月に大映に入社し芸名を霧立はるみに改名。大映を退社した後は東京俳優生活協同組合に所属していた。
1970年に引退し、1973年の結婚を機会に芸能界と縁が切れる。

## 出演作品

### 映画
- 十七才の狼（1964年6月5日、大映東京）
- 青い性（1964年8月22日、大映東京）
- 検事霧島三郎（1964年11月14日、大映東京）
- 大怪獣ガメラ（1965年11月27日、大映東京） - 山本京子（日高教授の助手） 役
- 忍びの卍（1968年1月27日、東映東京）

### テレビドラマ
- 東京警備指令 ザ・ガードマン 第12話「夜は二つの顔」（1965年、TBS / 大映テレビ室）
- 大岡政談 池田大助捕物帳（1966年、NHK）
- おかあさん（1966年、TBS）
- 特別機動捜査隊（NET / 東映）
  - 第245話「太陽の誘惑」（1966年）
  - 第249話「乾いた海」（1966年）
  - 第255話「恐怖の25時間」（1966年）
  - 第263話「霧笛の港」（1966年）
  - 第271話「羊の年賀状」（1967年）
  - 第292話「青春の追憶」（1967年）
  - 第297話「第七天国」（1967年）
  - 第355話「女の四季」（1968年）
  - 第360話「真昼の花火」（1968年）
  - 第423話「石狩の女」（1969年）
  - 第432話「コタンの女」（1970年）
- ああ!夫婦（1966年、TBS）
- 鉄道公安36号 第184話「怒りの追跡」（1965年、NET）
- 新吾十番勝負 第23話「埋蔵金八千万両」（1967年、TBS / 松竹テレビ室） - 須栄
- レモンのような女（1967年、TBS / 国際放映）
- すりかえ（1967年、TBS）
- 平四郎危機一発（1967年、TBS）
- 橋の下（1967年、KTV）
- 西陣物語（1968年、KTV）
- 銭形平次 第99話「今日の月」（1968年、CX / 東映）
- プレイガール 第68話「怪談 女の恨みは地獄から」（1970年、12ch / 東映）